# Liste des députés européens de Finlande de la 7e législature

Cet article présente la liste des députés européens de Finlande pour la mandature 2009-2014, élus lors des élections européennes de 2009 en Finlande

## Députés européens élus en 2009
| Nom                 | Parti | Parti                               | Groupe politique | Groupe politique | Portrait |
| ------------------- | ----- | ----------------------------------- | ---------------- | ---------------- | -------- |
| Sari Essayah        |       | Chrétiens-démocrates                |                  | PPE              |          |
| Carl Haglund        |       | Parti populaire suédois de Finlande |                  | ADLE             |          |
| Satu Hassi          |       | Ligue verte                         |                  | Verts/ALE        |          |
| Heidi Hautala       |       | Ligue verte                         |                  | Verts/ALE        |          |
| Ville Itälä         |       | Parti de la Coalition nationale     |                  | PPE              |          |
| Liisa Jaakonsaari   |       | Parti social-démocrate de Finlande  |                  | S&D              |          |
| Anneli Jäätteenmäki |       | Parti du centre                     |                  | ADLE             |          |
| Eija-Riitta Korhola |       | Parti de la Coalition nationale     |                  | PPE              |          |
| Riikka Manner       |       | Parti du centre                     |                  | ADLE             |          |
| Sirpa Pietikäinen   |       | Parti de la Coalition nationale     |                  | PPE              |          |
| Mitro Repo          |       | Parti social-démocrate de Finlande  |                  | S&D              |          |
| Timo Soini          |       | Vrais Finlandais                    |                  | ELD              |          |
| Hannu Takkula       |       | Parti du centre                     |                  | ADLE             |          |

## Entrants/Sortants
| Entrant        | Parti | Parti | Groupe | Groupe    | En remplacement de | Date           | Motif                                                                        | Portrait |
| -------------- | ----- | ----- | ------ | --------- | ------------------ | -------------- | ---------------------------------------------------------------------------- | -------- |
| Tarja Cronberg |       | Vihr  |        | Verts/ALE | Heidi Hautala      | 22 juin 2011   | Nommée ministre du Développement international dans le Gouvernement Katainen |          |
| Sampo Terho    |       | PS    |        | ELD       | Timo Soini         | 26 avril 2011  | Élu député à l'Eduskunta                                                     |          |
| Petri Sarvamaa |       | Kok   |        | PPE       | Ville Itälä        | 3 mars 2012    | Nommé à la Cour des comptes européenne                                       |          |
| Nils Torvalds  |       | SFP   |        | ADLE      | Carl Haglund       | 5 juillet 2012 | Nommée ministre de la Défense dans le Gouvernement Katainen                  |          |